# Ambassade de France en Serbie
L'ambassade de France en Serbie est la représentation diplomatique de la République française auprès de la république de Serbie. Elle est située à Belgrade, la capitale du pays, et son ambassadeur est, depuis 2021, Pierre Cochard.
Édifice au style élégant et raffiné, cette ambassade est l’un des monuments les plus remarquables de Belgrade, à la fois par sa localisation géographique, par son style art déco caractéristique et par la richesse de ses décors et de son ameublement. 

## Ambassade
L'ambassade est située à Belgrade, près du parc de Kalemegdan, donnant sur le Danube et la Save. Elle accueille, outre les services nécessaires à son fonctionnement interne (service commun de gestion, service de presse) et la chancellerie diplomatique, une section consulaire, une mission de défense et un service de sécurité intérieure. 
Le bâtiment dit de l'"Union", sur la rue piétonne Knez Mihailova, abrite l'Institut français de Serbie, le service de coopération, le service économique et le pôle régional pour la lutte contre la criminalité organisée en Europe du Sud-Est. 
Plusieurs des services de l'Ambassade sont également compétents pour un ou plusieurs autres pays d'Europe du Sud-Est.

## Histoire
L'hôtel de la légation de France, actuelle ambassade, a été construit de 1928 à 1932, sous la direction de l'architecte Roger-Henri Expert avec l'aide d'un architecte yougoslave, Josif Najman. La richesse de ses décors et de son ameublement a justifié 3 ans de travaux, jusqu'à son inauguration le 21 décembre 1935. 
Le style de l'édifice est typique de l'entre-deux-guerres, entre classicisme monumental et raffinement moderniste. Constitué de marbre blanc, l'hôtel est un chef-d’œuvre exemplaire de la période Art déco. Le mobilier de l’ambassade a été conçu par plusieurs décorateurs Art Déco réputés, comme Clair, Baguès, Rateau, André Devèche ou encore Jules Leleu. De nombreuses tapisseries ornent les murs de l’ambassade. Certaines s’inspirent des arts, comme La Danse et Le Théâtre, deux tapisseries d’Aubusson d’après Marc Saint-Saëns.
La façade extérieure comprend des bas-reliefs représentant Jeanne d'Arc, Vercingétorix, Louis XIV et Marianne. Le bâtiment est coiffé d’une sculpture en bronze de 2,80 m représentant trois femmes, allégories de la Liberté, de l’Égalité et de la Fraternité. Les reliefs et sculptures de l'ambassade sont l’œuvre du sculpteur français Carlo Sarrabezolles. 
Le bâtiment est composé de cinq étages, les deux premiers étant affectés à la chancellerie et les trois derniers à la Résidence de France. À l’étage, le salon dit Paquebot doit son nom à l’éclairage zénithal, issu d'un plafond constitué de caissons de verre, offrant de la lumière par le plafond à cette pièce aveugle.   
Le grand salon de l'ambassade est formé d'une partie carrée, le hall d'honneur, et d'une rotonde de 11 mètres de hauteur. La décoration du salon de réception, aussi surnommé « salon des colonnes », évoque les richesses culturelles de la France. Le hall d'honneur est orné de quatre médaillons de stuc représentant les grands fleuves de France (Garonne, Loire, Seine, Rhône, Rhin). On retrouve de nombreux miroirs qui rappellent la Galerie des Glaces à Versailles. Dans la rotonde, une tapisserie sculptée, réalisée par Expert, encadre la cheminée et la porte qui mène au salon de Madame. On y aperçoit les symboles de la République française, la date 1789 évoquant la Révolution française et le terme Pax désignant la paix.  
L'ambassade est entourée de deux jardins, l'un à la française et un deuxième, plus grand, à l'anglaise. Une grande terrasse domine le parc de Kalemegdan.

## Ambassadeurs de France en Serbie
| De                                              | À    | Ambassadeur                       |
| ----------------------------------------------- | ---- | --------------------------------- |
| Royaume de Serbie                               |      |                                   |
| 1907                                            | 1914 | Léon-Eugène-Aubin Coullard Descos |
| Royaume des Serbes, Croates et Slovènes         |      |                                   |
| 1921                                            | 1922 | Louis Frédéric Clément-Simon      |
| Royaume de Yougoslavie                          |      |                                   |
| 1933                                            | 1935 | Paul-Émile Naggiar                |
| 1936                                            | 1937 | Robert de Dampierre (de)          |
| 1937                                            | 1940 | Raymond Brugère                   |
| 1940                                            | 1940 | Roger Maugras                     |
| République fédérative socialiste de Yougoslavie |      |                                   |
| 1944                                            | 1945 | Henry Gauquié                     |
| 1945                                            | 1950 | Jean Payart                       |
| 1950                                            | 1955 | Philippe Baudet                   |
| 1955                                            | 1955 | Camille Coulet                    |
| 1955                                            | 1956 | Jean Baelen (d)                   |
| 1956                                            | 1962 | Vincent Broustra (d)              |
| 1962                                            | 1965 | Jean Binoche (d)                  |
| 1965                                            | 1970 | Pierre Francfort (d)              |
| 1970                                            | 1977 | Pierre Sebilleau                  |
| 1977                                            | 1980 | Jacques Martin                    |
| 1980                                            | 1982 | Yves Pagniez (d)                  |
| 1982                                            | 1985 | Jacques Dupuy                     |
| 1985                                            | 1989 | Dominique Charpy (d)              |
| 1989                                            | 1992 | Michel Chatelais (d)              |
| République fédérale de Yougoslavie              |      |                                   |
| 1992                                            | 1992 | Alain Rouillard (d)               |
| 1996                                            | 1996 | Gabriel Keller (en),              |
| 1996                                            | 2000 | Stanislas Filliol (d)             |
| 2000                                            | 2003 | Gabriel Keller (en),              |
| Serbie-et-Monténégro                            |      |                                   |
| 2003                                            | 2007 | Hugues Pernet (d),                |
| Serbie                                          |      |                                   |
| 2007                                            | 2010 | Jean-François Terral (d),         |
| 2010                                            | 2014 | François-Xavier Deniau            |
| 2014                                            | 2017 | Christine Moro (d),               |
| 2017                                            | 2017 | Christophe Lecourtier,            |
| 2017                                            | 2019 | Frédéric Mondoloni (d),           |
| 2019                                            | 2021 | Jean-Louis Falconi (d)            |
| 2021                                            | auj. | Pierre Cochard                    |

## Relations diplomatiques
Les relations ont toujours été très riches entre les deux pays : elles remontent au Moyen Âge. Les échanges entre les deux pays s'intensifient tout au long du XIXe siècle, sur les plans culturel, économique et politique. Les relations diplomatiques sont officiellement établies le 18 janvier 1879, avec l'ouverture des deux légations.
Au début du XXe siècle, les deux pays sont de solides alliés et combattent ensemble lors de la Première Guerre mondiale. On observe cependant une grande rupture après la Seconde Guerre mondiale et avec l'intégration de la Serbie dans la Yougoslavie : les relations politiques perdent en intensité mais les relations culturelles se poursuivent grâce à la politique de distance vis-à-vis de l'URSS menée par Tito. Le dernier épisode marquant de ces relations sont les guerres de Yougoslavie dans les années 1990, où la France participe aux bombardements du pays. 
Les relations diplomatiques entre la France et la République fédérale de Yougoslavie ont été rétablies le 16 novembre 2000 et ont été le point de départ de liens politiques denses. Le changement de nom de l'État, le 4 février 2003, en Communauté d'États Serbie-et-Monténégro, n'a pas altéré les relations entre les deux pays. La scission de la Serbie et du Monténégro en mai 2006 a elle aussi maintenu les relations et a permis la transformation du simple bureau de liaison de Podgorica en ambassade.

## Consulat

### Communauté française
Au 31 décembre 2016, 1 620 Français sont inscrits sur les registres consulaires en Serbie.
| 2001 | 2002 | 2003 | 2004 |
| ---- | ---- | ---- | ---- |
| 520  | 732  | 826  | 867  |

| 2005  | 2006  | 2007  | 2008  |
| ----- | ----- | ----- | ----- |
| 1 044 | 1 228 | 1 207 | 1 354 |

| 2009  | 2010  | 2011  | 2012  |
| ----- | ----- | ----- | ----- |
| 1 465 | 1 502 | 1 483 | 1 425 |

| 2013  | 2014  | 2015  | 2016  |
| ----- | ----- | ----- | ----- |
| 1 397 | 1 417 | 1 400 | 1 571 |

| 2017  | 2018  | 2019  | 2020  |
| ----- | ----- | ----- | ----- |
| 1 735 | 1 780 | 1 849 | 1 760 |

### Circonscriptions électorales
Depuis la loi du 22 juillet 2013 réformant la représentation des Français établis hors de France avec la mise en place de conseils consulaires au sein des missions diplomatiques, les ressortissants français de la Serbie élisent pour six ans un conseiller consulaire. Ce dernier a trois rôles : 
1. il est un élu de proximité pour les Français de l'étranger ;
2. il appartient à l'une des quinze circonscriptions qui élisent en leur sein les membres de l'Assemblée des Français de l'étranger ;
3. il intègre le collège électoral qui élit les sénateurs représentant les Français établis hors de France.

Pour l'élection à l'Assemblée des Français de l'étranger, la Serbie appartenait jusqu'en 2014 à la circonscription électorale de Vienne, comprenant aussi l'Albanie, l'Autriche, la Bosnie-Herzégovine, la Bulgarie, la Croatie, la Hongrie, la Macédoine, le Monténégro, la Pologne, la Roumanie, la Slovaquie, la Slovénie et la République tchèque, et désignant trois sièges. La Serbie appartient désormais à la circonscription électorale « Europe centrale et orientale » dont le chef-lieu est Varsovie et qui désigne trois de ses 19 conseillers consulaires pour siéger parmi les 90 membres de l'Assemblée des Français de l'étranger.
Pour l'élection des députés des Français de l’étranger, la Serbie dépend de la 7e circonscription.